# Enhet 516
Enhet 516 var en militär enhet inom den Kejserliga japanska armén. Det kallades för Kwantungarméns kemiska vapenavdelning och låg under Enhet 731. Enheten var stationerad i Qiqihar mellan 1939 och 1945.
Enhet 516 ägnade sig åt att utveckla kemiska vapen genom olagliga och dödliga mänskliga experiment. Dess verksamhet är mindre utforskad. Enheten ska ha fokuserat på utvecklingen av kemiska vapen, och det är känt att människor användes som testobjekt. 